# Carne Arouquesa

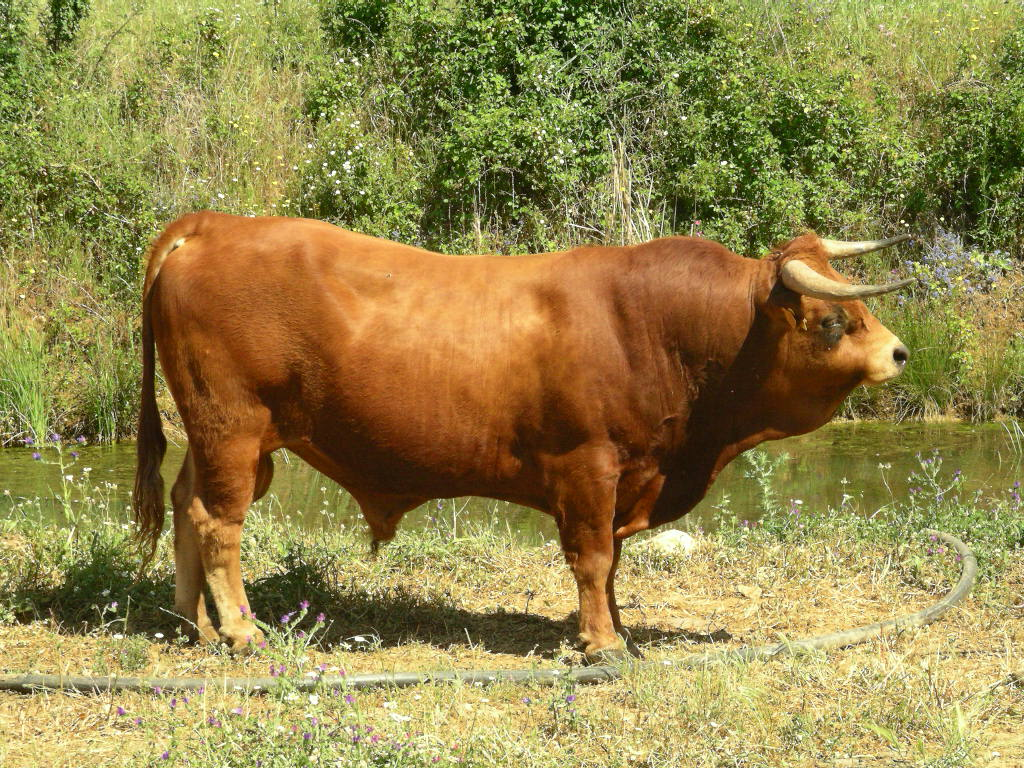
Arouquesa-Rind (Bulle)

Carne Arouquesa ist eine geschützte Ursprungsbezeichnung für Fleisch und Schlachtnebenerzeugnisse der portugiesischen Rinderrasse Arouquesa.

## Herkunft
Das Herkunftsgebiet umfasst Gemeinden in den Landkreisen Albergaria-a-Velha, Amarante, Arouca, Baião, Castelo de Paiva, Castro Daire, Celorico de Basto, Cinfães, Lamego, Marco de Canaveses, Oliveira de Azeméis, Oliveira de Frades, Resende, San Pedro do Sul, Santa Maria da Feira, Sever do Vouga, Tarouca, Tondela, Vale de Cambra, Vila Nova de Paiva, Viseu, Vouzela.
Die Rinder müssen im Tierzuchtregister für die Rasse Arouquesa eingetragen sein und von im Tierzuchtregister eingetragenen Elterntieren abstammen. Alle Erzeugungsschritte müssen im Herkunftsgebiet erfolgen.

## Haltung
Der Weidegang ist gewünscht, aber nicht vorgeschrieben. Ergänzungsfutter sollte aus Mais, Weidelgras, Weichem Honiggras und Heu, Roggen- und Haferstroh, Bohnenschoten, Heidekraut, Ginsterarten und ähnlichen Erzeugnissen zusammengesetzt sein. Darüber hinaus können im Betrieb zubereitete oder industriell hergestellte Mischfuttermittel gegeben werden.
Sofern im Herkunftsgebiet Futtermittel nicht in ausreichender Menge produziert werden können sind außerhalb des Herkunftsgebiets produzierte Futtermitteln erlaubt. Deren Anteil darf jedoch nicht mehr als 50 % der jährlichen Futtertrockenmasse ausmachen.
Schlachttiere, die jünger als 7 Monate alt sind, bleiben bis zur Schlachtung bei ihren Müttern, um gesäugt zu werden.

## Produktbeschreibung
Carne Arouquesa wird in folgenden Fleischkategorien vermarktet:
- Vitela (Kalb) von abgesetzten Kälbern, die jünger als 10 Monate sind. Fleischigkeitsklassen U, R, O oder P, Farbe blass- oder hellrosa, gleichmäßig verteiltes, weißes Fett, feinfaserige Muskelstruktur.

- Vitelão (Jungrind) von Rindern, die älter als 10 Monate, aber jünger als 12 Monate sind. Fleischigkeitsklassen S, E, U, R oder O, Farbe rosa bis hellrot, weißes bis cremefarbenes Fett.

- Novilho (Jährling) von Färsen und Jungbullen, die älter als 12 Monate, aber jünger als 24 Monate sind. Fleischigkeitsklassen S, E, U, R oder O, Farbe rosa bis hellrot, weißes bis cremefarbenes Fett.

- Vaca (Kuh) von weiblichen Rindern, die älter als 24 Monate sind. Fleischigkeitsklassen E, U, R oder O, Farbe rote bis tiefrot, gelbliches Fett.

- Boi (Ochse) von kastrierten männlichen Rindern, die älter als 24 Monate sind. Fleischigkeitsklassen E, U, R, O oder P. Farbe rot bis tiefrot, gelbliches Fett.

- Tauro (Bulle) von unkastrierten männlichen Rindern, die älter als 24 Monate sind. Fleischigkeitsklassen E, U, R, O oder P, rot bis tiefrot, gelbliches Fett.

## Kennzeichnung und Handel
Carne Arouquesa kann als ganzer Schlachtkörper, -hälfte oder -viertel oder als Teilstück oder verpackte Portion gekühlt oder gefroren angeboten werden. Das Produkt muss ein Etikett mit der Angabe „CARNE AROUQUESA – DENOMINAÇÃO DE ORIGEM PROTEGIDA“ oder „CARNE AROUQUESA DOP“ aufweisen.